# Raith Rovers Football Club
Il Raith Rovers Football Club, meglio noto come Raith Rovers, è una società calcistica scozzese con sede nella città di Kirkcaldy. Milita in Scottish Championship, la seconda divisione del campionato scozzese.
Nel suo palmarès c'è una Scottish League Cup, conquistata nel 1995.

## Storia
Fondato nel 1883, il Raith Rovers (dal gaelico scozzese Rath, "forte" o "fortezza") esordì nei campionati nazionali nel 1902, iscritto in Division Two. Vinse il campionato nel 1908, ma non fu promosso. Due anni dopo fu ancora primo, insieme al Leith Athletic, e poté salire in Division One. Le prime stagioni in massima serie non portarono risultati esaltanti, tuttavia il Raith arrivò in finale di Coppa di Scozia nel 1913, dove perse contro il Falkirk (2-0). Nel 1917, con la prima guerra mondiale in corso, si ritirò dai campionati.
Tornò a partecipare alla Division One nel 1919 e poco tempo dopo, nella stagione 1921-22, il Raith Rovers si classificò terzo dietro a Celtic e Rangers, realizzando il miglior piazzamento della sua storia. Ottenne inoltre un quarto posto nel campionato 1923-24, dopodiché i risultati calarono bruscamente e soltanto due anni più tardi retrocesse. Riconquistò un posto in Division One nel 1927 e nel 1938, ma in entrambi i casi la mantenne per una sola stagione.
Nel secondo dopoguerra disputò la Division B fino al 1949, anno in cui vinse la categoria e fu finalista nella Coppa di Lega, persa 2-0 contro i Rangers. Negli anni cinquanta si mantenne stabilmente in Division One, cogliendo come migliori risultati il 5º posto nella stagione 1951-52 e il 4° nel 1956-57. Retrocesse in Division Two nel 1963 e rimase in seconda serie, a parte un triennio in Division One tra il 1967 e il 1970, fino al 1975, anno della riforma dei campionati, che mandò il club nella nuova Second Division (terza serie). Per quasi vent'anni alternò partecipazioni in Second Division ad altre nella sovrastante First Division, dove si stabilizzò dal 1987. 
Il Raith ebbe un nuovo slancio negli anni novanta: nel 1993 vinse la First Division e ottenne la promozione; disputò così la Scottish Premier Division 1993-1994, ma arrivò undicesimo e retrocesse. L’anno seguente fu di nuovo primo in First Division, ma soprattutto vinse il suo primo trofeo, la Scottish League Cup, battendo in finale il Celtic (2-2 e poi 6-5 ai rigori) e qualificandosi per la Coppa UEFA 1995-1996: in Europa il Raith Rovers raggiunse il 2º turno dopo aver eliminato i faroesi del GÍ e gli islandesi dello ÍA, perdendo infine contro il Bayern Monaco (1-4 tra andata e ritorno); in campionato si classificò sesto.
Il club lasciò la massima serie al termine della stagione 1996-97, quando arrivò ultimo, e negli anni duemila fece la spola tra First Division e Second Division. In seguito ebbe un paio di occasioni per riconquistare la Premier: fu secondo in First Division 2011-12, dietro al Dunfermline, e quarto nella Championship 2015-16, eliminato poi ai play-off dall'Hibernian. Nel 2016-17, invece, si è piazzato al nono posto e, sconfitto ai play-out dal Brechin City, è retrocesso in League One. L'anno successivo è arrivato secondo e ha perso la semifinale play-off contro l'Alloa Athletic. 
In League One 2018-19 si classifica terzo e, dopo aver eliminato il Forfar Athletic, arriva in finale play-off, nella quale è sconfitto dal Queen of the South. Nel campionato successivo, interrotto per la pandemia di COVID-19, arriva primo ed è promosso in Championship.
In Championship 2020-21 il Raith è in grado di lottare per un posto valido per i play-off, concludendo la stagione regolare al terzo posto dietro a Hearts e Dundee. Agli spareggi il Raith vince il primo turno contro il Dunfermline (2-0 complessivo), ma successivamente perde contro il Dundee (1-3 complessivo), che in precedenza lo aveva sorpassato all'ultima giornata per il secondo posto.
Nella stagione 2021-22 sfiora soltanto i play-off, classificandosi quinto. Dopo un settimo posto nel 2022-23, in Championship 2023-24 torna in corsa per la promozione e, insieme al Dundee Utd, per la vittoria del campionato. Nel finale di campionato il Dundee United allunga definitivamente e conquista il primo posto, mentre il Raith si assicura ampiamente la seconda posizione.  Ai play-off incontra e supera il Partick Thistle (terzo classificato) e raggiunge la finale contro il Ross County, penultimo della Premiership. Tuttavia perde entrambe le partite (1-2 in casa e 4-0 in trasferta) e sfuma la possibilità di salire in massima serie.

## Palmarès

### Competizioni nazionali
- Scottish First Division: 5

1907-1908, 1937-1938, 1948-1949, 1992-1993, 1994-1995
- Coppa di Lega scozzese: 1

1994-1995
- Scottish League One: 3

2002-2003, 2008-2009, 2019-2020
- Scottish Challenge Cup: 3

2013-2014, 2019-2020, 2021-2022

### Altri piazzamenti
- Campionato scozzese:

Terzo posto: 1921-1922
- Coppa di Scozia:

Finalista: 1912-1913
Semifinalista: 1950-1951, 1955-1956, 1956-1957, 1962-1963, 2009-2010
- Coppa di Lega scozzese:

Finalista: 1948-1949
- Scottish Championship:

Secondo posto: 1908-1909, 1909-1910, 1926-1927, 1966-1967, 2010-2011, 2023-2024
Terzo posto: 2020-2021
- Scottish League One:

Secondo posto: 2017-2018
Terzo posto: 2018-2019
- Scottish Challenge Cup:

Finalista: 2022-2023
Semifinalista: 1991-1992, 2003-2004, 2023-2024

## Statistiche e record

### Partecipazione ai campionati
| Livello | Categoria                 | Partecipazioni | Debutto   | Ultima stagione | Totale |
| ------- | ------------------------- | -------------- | --------- | --------------- | ------ |
| 1°      | Scottish Football League  | 4              | 1915-1916 | 1920-1921       | 37     |
| 1°      | Scottish Division One     | 28             | 1910-1911 | 1969-1970       | 37     |
| 1°      | Scottish Division A       | 2              | 1949-1950 | 1950-1951       | 37     |
| 1°      | Scottish Premier Division | 3              | 1993-1994 | 1996-1997       | 37     |
| 2°      | Scottish Division Two     | 27             | 1902-1903 | 1974-1975       | 64     |
| 2°      | Scottish Division B       | 3              | 1946-1947 | 1948-1949       | 64     |
| 2°      | Scottish First Division   | 25             | 1976-1977 | 2012-2013       | 64     |
| 2°      | Scottish Championship     | 9              | 2013-2014 | 2024-2025       | 64     |
| 3°      | Scottish Second Division  | 10             | 1975-1976 | 2008-2009       | 13     |
| 3°      | Scottish League One       | 3              | 2017-2018 | 2019-2020       | 13     |

### Statistiche nelle competizioni UEFA
Tabella aggiornata alla fine della stagione 2020-2021.
| Competizione                  | Partecipazioni | G | V | N | P | RF | RS |
| ----------------------------- | -------------- | - | - | - | - | -- | -- |
| Coppa UEFA/UEFA Europa League | 1              | 6 | 2 | 1 | 3 | 10 | 8  |

## Organico

### Rosa 2024-2025
| N. |                    | Ruolo | Calciatore       |
| -- | ------------------ | ----- | ---------------- |
| 1  | Polonia (bandiera) | P     | Maciej Dabrowski |
| 2  | Malta (bandiera)   | D     | James Brown      |
| 3  | Scozia (bandiera)  | D     | Liam Dick        |
| 4  | Scozia (bandiera)  | C     | Ross Millen      |
| 5  | Scozia (bandiera)  | D     | Keith Watson     |
| 6  | Scozia (bandiera)  | D     | Euan Murray      |
| 7  | Scozia (bandiera)  | C     | Aidan Connolly   |
| 8  | Scozia (bandiera)  | C     | Ross Matthews    |
| 10 | Scozia (bandiera)  | A     | Lewis Vaughan    |
| 11 | Scozia (bandiera)  | A     | Callum Smith     |
| 12 | Scozia (bandiera)  | D     | Lee Ashcroft     |
| 13 | Scozia (bandiera)  | P     | Andy McNeil      |
| 14 | Scozia (bandiera)  | C     | Josh Mullin      |

| N. |                   | Ruolo | Calciatore      |
| -- | ----------------- | ----- | --------------- |
| 15 | Scozia (bandiera) | D     | Dylan Corr      |
| 16 | Scozia (bandiera) | C     | Sam Stanton     |
| 17 | Scozia (bandiera) | A     | Robbie Thomson  |
| 18 | Scozia (bandiera) | C     | Kyle Turner     |
| 19 | Scozia (bandiera) | A     | Jack Hamilton   |
| 20 | Scozia (bandiera) | C     | Scott Brown     |
| 21 | Scozia (bandiera) | C     | Shaun Byrne     |
| 22 | Scozia (bandiera) | C     | Ethan Ross      |
| 23 | Scozia (bandiera) | C     | Dylan Easton    |
| 24 | Scozia (bandiera) | A     | Lewis Jamieson  |
| 29 | Scozia (bandiera) | A     | Zak Rudden      |
|    | Scozia (bandiera) | D     | Paul Hanlon     |
|    | Scozia (bandiera) | D     | Lewis Stevenson |

### Rosa 2023-2024
| N. |                    | Ruolo | Calciatore       |
| -- | ------------------ | ----- | ---------------- |
| 1  | Polonia (bandiera) | P     | Maciej Dabrowski |
| 2  | Malta (bandiera)   | D     | James Brown      |
| 3  | Scozia (bandiera)  | D     | Liam Dick        |
| 4  | Scozia (bandiera)  | C     | Ross Millen      |
| 5  | Scozia (bandiera)  | D     | Keith Watson     |
| 6  | Scozia (bandiera)  | D     | Euan Murray      |
| 7  | Scozia (bandiera)  | C     | Aidan Connolly   |
| 8  | Scozia (bandiera)  | C     | Ross Matthews    |
| 10 | Scozia (bandiera)  | A     | Lewis Vaughan    |
| 11 | Scozia (bandiera)  | A     | Callum Smith     |
| 12 | Scozia (bandiera)  | D     | Lee Ashcroft     |
| 13 | Scozia (bandiera)  | P     | Andy McNeil      |
| 14 | Scozia (bandiera)  | C     | Josh Mullin      |

| N. |                   | Ruolo | Calciatore      |
| -- | ----------------- | ----- | --------------- |
| 15 | Scozia (bandiera) | D     | Dylan Corr      |
| 16 | Scozia (bandiera) | C     | Sam Stanton     |
| 17 | Scozia (bandiera) | A     | Robbie Thomson  |
| 18 | Scozia (bandiera) | C     | Kyle Turner     |
| 19 | Scozia (bandiera) | A     | Jack Hamilton   |
| 20 | Scozia (bandiera) | C     | Scott Brown     |
| 21 | Scozia (bandiera) | C     | Shaun Byrne     |
| 22 | Scozia (bandiera) | C     | Ethan Ross      |
| 23 | Scozia (bandiera) | C     | Dylan Easton    |
| 24 | Scozia (bandiera) | C     | Scott McGill    |
| 29 | Scozia (bandiera) | A     | Zak Rudden      |
|    | Scozia (bandiera) | D     | Paul Hanlon     |
|    | Scozia (bandiera) | D     | Lewis Stevenson |

### Rosa 2022-2023
| N. |                        | Ruolo | Calciatore       |
| -- | ---------------------- | ----- | ---------------- |
| 1  | Australia (bandiera)   | P     | Jamie MacDonald  |
| 2  | Scozia (bandiera)      | C     | Reghan Tumilty   |
| 3  | Scozia (bandiera)      | D     | Kieran MacDonald |
| 4  | Scozia (bandiera)      | C     | Iain Davidson    |
| 5  | Francia (bandiera)     | D     | Fernandy Mendy   |
| 6  | Scozia (bandiera)      | D     | Kyle Benedictus  |
| 7  | Scozia (bandiera)      | C     | Danny Armstrong  |
| 8  | Scozia (bandiera)      | C     | Regan Hendry     |
| 9  | Paesi Bassi (bandiera) | A     | Manny Duku       |
| 10 | Scozia (bandiera)      | A     | Lewis Vaughan    |
| 11 | Inghilterra (bandiera) | A     | Timmy Abraham    |
| 12 | Scozia (bandiera)      | C     | Ross Matthews    |
| 13 | Scozia (bandiera)      | C     | Brad Spencer     |
| 14 | Inghilterra (bandiera) | D     | Frankie Musonda  |

| N. |                          | Ruolo | Calciatore       |
| -- | ------------------------ | ----- | ---------------- |
| 15 | Scozia (bandiera)        | C     | David McKay      |
| 16 | Scozia (bandiera)        | A     | Jack Smith       |
| 17 | Scozia (bandiera)        | A     | Robbie Thomson   |
| 18 | Scozia (bandiera)        | C     | Dylan Tait       |
| 19 | Scozia (bandiera)        | A     | Luke Mahady      |
| 20 | Scozia (bandiera)        | P     | David McGurn     |
| 21 | Scozia (bandiera)        | C     | Kai Kennedy      |
| 23 | Inghilterra (bandiera)   | A     | Gozie Ugwu       |
| 25 | Scozia (bandiera)        | C     | Aaron Arnott     |
| 26 | Scozia (bandiera)        | C     | Adam King        |
| 27 | Scozia (bandiera)        | A     | Quinn Coulson    |
| 28 | Scozia (bandiera)        | P     | Kyle Bow         |
| 32 | Scozia (bandiera)        | A     | Jamie Gullan     |
| 77 | Guinea-Bissau (bandiera) | A     | Esmaël Gonçalves |

### Rosa 2021-2022
| N. |                        | Ruolo | Calciatore       |
| -- | ---------------------- | ----- | ---------------- |
| 1  | Australia (bandiera)   | P     | Jamie MacDonald  |
| 2  | Scozia (bandiera)      | C     | Reghan Tumilty   |
| 3  | Scozia (bandiera)      | D     | Kieran MacDonald |
| 4  | Scozia (bandiera)      | C     | Iain Davidson    |
| 5  | Francia (bandiera)     | D     | Fernandy Mendy   |
| 6  | Scozia (bandiera)      | D     | Kyle Benedictus  |
| 7  | Scozia (bandiera)      | C     | Danny Armstrong  |
| 8  | Scozia (bandiera)      | C     | Regan Hendry     |
| 9  | Paesi Bassi (bandiera) | A     | Manny Duku       |
| 10 | Scozia (bandiera)      | A     | Lewis Vaughan    |
| 11 | Inghilterra (bandiera) | A     | Timmy Abraham    |
| 12 | Scozia (bandiera)      | C     | Ross Matthews    |
| 13 | Scozia (bandiera)      | C     | Brad Spencer     |
| 14 | Zambia (bandiera)      | D     | Frankie Musonda  |

| N. |                        | Ruolo | Calciatore     |
| -- | ---------------------- | ----- | -------------- |
| 15 | Scozia (bandiera)      | C     | David McKay    |
| 16 | Scozia (bandiera)      | A     | Jack Smith     |
| 17 | Scozia (bandiera)      | A     | Robbie Thomson |
| 18 | Scozia (bandiera)      | C     | Dylan Tait     |
| 19 | Scozia (bandiera)      | A     | Luke Mahady    |
| 20 | Scozia (bandiera)      | P     | David McGurn   |
| 21 | Scozia (bandiera)      | C     | Kai Kennedy    |
| 23 | Inghilterra (bandiera) | A     | Gozie Ugwu     |
| 25 | Scozia (bandiera)      | C     | Aaron Arnott   |
| 26 | Scozia (bandiera)      | C     | Adam King      |
| 27 | Scozia (bandiera)      | A     | Quinn Coulson  |
| 28 | Scozia (bandiera)      | P     | Kyle Bow       |
| 32 | Scozia (bandiera)      | A     | Jamie Gullan   |

### Rosa 2020-2021
| N. |                        | Ruolo | Calciatore       |
| -- | ---------------------- | ----- | ---------------- |
| 1  | Australia (bandiera)   | P     | Jamie MacDonald  |
| 2  | Scozia (bandiera)      | C     | Reghan Tumilty   |
| 3  | Scozia (bandiera)      | D     | Kieran MacDonald |
| 4  | Scozia (bandiera)      | C     | Iain Davidson    |
| 5  | Francia (bandiera)     | D     | Fernandy Mendy   |
| 6  | Scozia (bandiera)      | D     | Kyle Benedictus  |
| 7  | Scozia (bandiera)      | C     | Danny Armstrong  |
| 8  | Scozia (bandiera)      | C     | Regan Hendry     |
| 9  | Paesi Bassi (bandiera) | A     | Manny Duku       |
| 10 | Scozia (bandiera)      | A     | Lewis Vaughan    |
| 11 | Inghilterra (bandiera) | A     | Timmy Abraham    |
| 12 | Scozia (bandiera)      | C     | Ross Matthews    |
| 13 | Scozia (bandiera)      | C     | Brad Spencer     |
| 14 | Zambia (bandiera)      | D     | Frankie Musonda  |

| N. |                        | Ruolo | Calciatore     |
| -- | ---------------------- | ----- | -------------- |
| 15 | Scozia (bandiera)      | C     | David McKay    |
| 16 | Scozia (bandiera)      | A     | Jack Smith     |
| 17 | Scozia (bandiera)      | A     | Robbie Thomson |
| 18 | Scozia (bandiera)      | C     | Dylan Tait     |
| 19 | Scozia (bandiera)      | A     | Luke Mahady    |
| 20 | Scozia (bandiera)      | P     | David McGurn   |
| 21 | Scozia (bandiera)      | C     | Kai Kennedy    |
| 23 | Inghilterra (bandiera) | A     | Gozie Ugwu     |
| 25 | Scozia (bandiera)      | C     | Aaron Arnott   |
| 26 | Scozia (bandiera)      | C     | Adam King      |
| 27 | Scozia (bandiera)      | A     | Quinn Coulson  |
| 28 | Scozia (bandiera)      | P     | Kyle Bow       |
| 32 | Scozia (bandiera)      | A     | Jamie Gullan   |

### Rosa 2019-2020
| N. |                       | Ruolo | Calciatore       |
| -- | --------------------- | ----- | ---------------- |
| 1  | Australia (bandiera)  | P     | Robbie Thomson   |
| 2  | Scozia (bandiera)     | C     | Michael Miller   |
| 3  | Scozia (bandiera)     | D     | Kieran MacDonald |
| 4  | Scozia (bandiera)     | C     | Iain Davidson    |
| 5  | Francia (bandiera)    | D     | Fernandy Mendy   |
| 6  | Scozia (bandiera)     | D     | Kyle Benedictus  |
| 7  | Scozia (bandiera)     | C     | Tony Dingwall    |
| 8  | Scozia (bandiera)     | C     | Regan Hendry     |
| 9  | Scozia (bandiera)     | A     | Lewis Allan      |
| 10 | Scozia (bandiera)     | A     | Lewis Vaughan    |
| 11 | Scozia (bandiera)     | C     | Grant Anderson   |
| 12 | Scozia (bandiera)     | C     | Ross Matthews    |
| 14 | Portogallo (bandiera) | A     | Joao Vitoria     |
| 15 | Scozia (bandiera)     | C     | Brad Spencer     |

| N. |                    | Ruolo | Calciatore      |
| -- | ------------------ | ----- | --------------- |
| 16 | Scozia (bandiera)  | C     | David McKay     |
| 18 | Scozia (bandiera)  | D     | Jamie Watson    |
| 19 | Scozia (bandiera)  | A     | Jack Smith      |
| 20 | Scozia (bandiera)  | P     | David McGurn    |
| 21 | Scozia (bandiera)  | C     | Dylan Tait      |
| 22 | Scozia (bandiera)  | A     | Kieron Bowie    |
| 27 | Scozia (bandiera)  | P     | Kyle Bow        |
| 29 | Scozia (bandiera)  | A     | John Baird      |
| 37 | Scozia (bandiera)  | C     | Danny Armstrong |
|    | Scozia (bandiera)  | A     | Steven MacLean  |
|    | Scozia (bandiera)  | D     | Steven Anderson |
|    | Scozia (bandiera)  | A     | Jamie Gullan    |
|    | Scozia (bandiera)  | P     | Ross Munro      |
|    | Francia (bandiera) | A     | Boris Melingui  |

### Rosa 2018-2019
| N. |                        | Ruolo | Calciatore      |
| -- | ---------------------- | ----- | --------------- |
| 1  | Australia (bandiera)   | P     | Robbie Thomson  |
| 4  | Scozia (bandiera)      | C     | Iain Davidson   |
| 5  | Scozia (bandiera)      | D     | Euan Murray     |
| 6  | Scozia (bandiera)      | D     | Kyle Benedictus |
| 7  | Scozia (bandiera)      | A     | Chris Duggan    |
| 8  | Scozia (bandiera)      | C     | Grant Gillespie |
| 9  | Scozia (bandiera)      | A     | Liam Buchanan   |
| 10 | Scozia (bandiera)      | A     | Lewis Vaughan   |
| 11 | Scozia (bandiera)      | C     | Tony Dingwall   |
| 12 | Scozia (bandiera)      | C     | Ross Matthews   |
| 14 | Inghilterra (bandiera) | C     | Nat Wedderburn  |
| 15 | Scozia (bandiera)      | A     | Kevin Nisbet    |
| 16 | Scozia (bandiera)      | C     | Nathan Flanagan |
| 17 | Inghilterra (bandiera) | P     | Dean Lyness     |
| 18 | Scozia (bandiera)      | D     | David McKay     |
| 19 | Scozia (bandiera)      | C     | James Berry     |
| 20 | Scozia (bandiera)      | D     | Jamie Watson    |

| N. |                        | Ruolo | Calciatore      |
| -- | ---------------------- | ----- | --------------- |
| 21 | Scozia (bandiera)      | D     | Ryan Stevenson  |
| 22 | Scozia (bandiera)      | P     | Sam McGuff      |
| 23 | Scozia (bandiera)      | A     | Jack Smith      |
| 25 | Scozia (bandiera)      | C     | Euan Valentine  |
| 27 | Scozia (bandiera)      | A     | Kieron Bowie    |
|    | Scozia (bandiera)      | C     | Lewis Milne     |
|    | Scozia (bandiera)      | C     | Danny Armstrong |
|    | Scozia (bandiera)      | D     | Callum Crane    |
|    | Scozia (bandiera)      | C     | Regan Hendry    |
|    | Scozia (bandiera)      | C     | Jamie Barjonas  |
|    | Scozia (bandiera)      | A     | Jamie Gullan    |
|    | Stati Uniti (bandiera) | P     | Kevin Silva     |
|    | Scozia (bandiera)      | P     | Kieran Wright   |
|    | Scozia (bandiera)      | C     | Craig McGuffie  |
|    | Scozia (bandiera)      | P     | Ben McKenzie    |
|    | Scozia (bandiera)      | C     | Dylan Tait      |

### Rosa 2017-2018
| N. |                      | Ruolo | Calciatore      |
| -- | -------------------- | ----- | --------------- |
| 1  | Australia (bandiera) | P     | Aaron Lennox    |
| 2  | Scozia (bandiera)    | D     | Jason Thomson   |
| 3  | Scozia (bandiera)    | D     | Kevin McHattie  |
| 4  | Scozia (bandiera)    | C     | John Herron     |
| 5  | Scozia (bandiera)    | D     | Euan Murray     |
| 6  | Scozia (bandiera)    | D     | Kyle Benedictus |
| 7  | Scozia (bandiera)    | A     | Greig Spence    |
| 8  | Scozia (bandiera)    | C     | Scott Robertson |
| 9  | Scozia (bandiera)    | A     | Liam Buchanan   |
| 10 | Scozia (bandiera)    | A     | Lewis Vaughan   |
| 11 | Scozia (bandiera)    | A     | Bobby Barr      |
| 12 | Scozia (bandiera)    | C     | Ross Matthews   |
| 14 | Scozia (bandiera)    | C     | Iain Davidson   |
| 15 | eSwatini (bandiera)  | A     | Yaw Osei        |
| 16 | Scozia (bandiera)    | A     | Jonny Court     |
| 17 | Australia (bandiera) | P     | Graeme Smith    |

| N. |                       | Ruolo | Calciatore       |
| -- | --------------------- | ----- | ---------------- |
| 18 | Scozia (bandiera)     | D     | David McKay      |
| 19 | Scozia (bandiera)     | C     | Euan Valentine   |
| 21 | Capo Verde (bandiera) | C     | Willis Furtado   |
|    | Scozia (bandiera)     | C     | James Berry      |
|    | Scozia (bandiera)     | C     | Fionn McLeod Kay |
|    | Danimarca (bandiera)  | C     | Andreas Thorsen  |
|    | Scozia (bandiera)     | D     | Josh MacDonald   |
|    | Scozia (bandiera)     | D     | Jamie Watson     |
|    | Scozia (bandiera)     | C     | Kyle Bell        |
|    | Scozia (bandiera)     | A     | Jack Smith       |
|    | Scozia (bandiera)     | A     | Kieran Dall      |
|    | Australia (bandiera)  | P     | Rory Brian       |
|    | Scozia (bandiera)     | C     | Ross Callachan   |
|    | Scozia (bandiera)     | A     | Regan Hendry     |
|    | Scozia (bandiera)     | D     | Ryan Stevenson   |
|    | Canada (bandiera)     | C     | Dario Zanatta    |

### Rosa 2016-2017
| N. |                     | Ruolo | Calciatore      |
| -- | ------------------- | ----- | --------------- |
| 1  | Scozia (bandiera)   | P     | Kevin Cuthbert  |
| 2  | Scozia (bandiera)   | D     | Jason Thomson   |
| 3  | Scozia (bandiera)   | D     | Kevin McHattie  |
| 4  | Scozia (bandiera)   | C     | Ross Callachan  |
| 5  | Francia (bandiera)  | D     | Jean-Yves Mvoto |
| 6  | Scozia (bandiera)   | D     | Kyle Benedictus |
| 7  | Scozia (bandiera)   | C     | Chris Johnston  |
| 8  | Scozia (bandiera)   | C     | Scott Robertson |
| 9  | Scozia (bandiera)   | A     | Mark Stewart    |
| 11 | Scozia (bandiera)   | A     | Bobby Barr      |
| 12 | Scozia (bandiera)   | C     | Ross Matthews   |
| 14 | Scozia (bandiera)   | C     | Iain Davidson   |
| 15 | eSwatini (bandiera) | A     | Yaw Osei        |
| 16 | Irlanda (bandiera)  | C     | Joel Coustrain  |
| 18 | Scozia (bandiera)   | C     | Scott Roberts   |

| N. |                             | Ruolo | Calciatore      |
| -- | --------------------------- | ----- | --------------- |
| 19 | Rep. Ceca (bandiera)        | C     | Rudi Skácel     |
| 20 | Scozia (bandiera)           | A     | Declan McManus  |
| 21 | Irlanda del Nord (bandiera) | C     | Jordan Thompson |
| 22 | Scozia (bandiera)           | C     | Daniel Handling |
| 23 | Irlanda del Nord (bandiera) | D     | Conor Brennan   |
| 24 | Scozia (bandiera)           | D     | David Syme      |
| 26 | Scozia (bandiera)           | A     | Jonny Court     |
| 27 | Scozia (bandiera)           | C     | James Berry     |
| 28 | Scozia (bandiera)           | C     | Ryan Stevenson  |
| 29 | Scozia (bandiera)           | D     | David McKay     |
| 30 | Danimarca (bandiera)        | C     | Andreas Thorsen |
| 35 | Scozia (bandiera)           | C     | Kyle Bell       |
| 36 | Slovacchia (bandiera)       | P     | Pavol Penksa    |
| 52 | Scozia (bandiera)           | A     | Ryan Hardie     |
| 55 | Scozia (bandiera)           | D     | Craig Barr      |

### Rosa 2015-2016
| N. |                                | Ruolo | Calciatore       |
| -- | ------------------------------ | ----- | ---------------- |
| 1  | Scozia (bandiera)              | P     | Kevin Cuthbert   |
| 2  | Scozia (bandiera)              | D     | Jason Thomson    |
| 4  | Scozia (bandiera)              | C     | Ross Callachan   |
| 5  | Scozia (bandiera)              | D     | Lewis Toshney    |
| 6  | Scozia (bandiera)              | C     | Kyle Benedictus  |
| 7  | Scozia (bandiera)              | C     | Grant Anderson   |
| 8  | Scozia (bandiera)              | C     | Ryan McCord      |
| 9  | Scozia (bandiera)              | A     | Mark Stewart     |
| 10 | Scozia (bandiera)              | A     | Lewis Vaughan    |
| 11 | Saint Kitts e Nevis (bandiera) | A     | Harry Panayiotou |
| 12 | Scozia (bandiera)              | C     | Ross Matthews    |
| 14 | Scozia (bandiera)              | C     | Iain Davidson    |
| 15 | Francia (bandiera)             | A     | Joël Thomas      |
| 16 | Scozia (bandiera)              | A     | Ryan Hardie      |

| N. |                             | Ruolo | Calciatore      |
| -- | --------------------------- | ----- | --------------- |
| 17 | Scozia (bandiera)           | P     | Ross Laidlaw    |
| 18 | Scozia (bandiera)           | C     | Aidan Connolly  |
| 21 | Scozia (bandiera)           | C     | Louis Longridge |
| 22 | Scozia (bandiera)           | D     | David Bates     |
| 23 | Irlanda del Nord (bandiera) | D     | Rory McKeown    |
| 24 | Scozia (bandiera)           | D     | Laurie Ellis    |
| 25 | Scozia (bandiera)           | D     | Elliott Ford    |
| 26 | Scozia (bandiera)           | A     | Jonny Court     |
| 27 | Scozia (bandiera)           | C     | Kieran Campbell |
| 28 | Inghilterra (bandiera)      | C     | James Craigen   |
| 30 | Scozia (bandiera)           | A     | Scott Robertson |
| 31 | Scozia (bandiera)           | P     | Scott Law       |
| 55 | Scozia (bandiera)           | D     | Craig Barr      |

### Rosa 2014-2015
| N. |                   | Ruolo | Calciatore     |
| -- | ----------------- | ----- | -------------- |
| 1  | Scozia (bandiera) | P     | Kevin Cuthbert |
| 2  | Scozia (bandiera) | D     | Jason Thomson  |
| 4  | Scozia (bandiera) | D     | Paul Watson    |
| 5  | Scozia (bandiera) | D     | Dougie Hill    |
| 6  | Scozia (bandiera) | C     | Liam Fox       |
| 7  | Scozia (bandiera) | C     | Grant Anderson |
| 8  | Scozia (bandiera) | C     | Kevin Moon     |
| 9  | Scozia (bandiera) | A     | Mark Stewart   |
| 10 | Scozia (bandiera) | A     | Calum Elliot   |
| 11 | Scozia (bandiera) | C     | Martin Scott   |
| 12 | Scozia (bandiera) | C     | Ross Callachan |
| 14 | Scozia (bandiera) | C     | Ryan Conroy    |
| 16 | Scozia (bandiera) | C     | Lewis Vaughan  |

| N. |                             | Ruolo | Calciatore       |
| -- | --------------------------- | ----- | ---------------- |
| 19 | Scozia (bandiera)           | C     | Barrie McKay     |
| 20 | Scozia (bandiera)           | P     | David McGurn     |
| 23 | Irlanda del Nord (bandiera) | D     | Rory McKeown     |
| 24 | Scozia (bandiera)           | D     | Laurie Ellis     |
| 25 | Scozia (bandiera)           | D     | Grant Murray     |
| 27 | Francia (bandiera)          | A     | Christian Nadé   |
| 29 | Scozia (bandiera)           | C     | Liam McCroary    |
| 30 | Scozia (bandiera)           | A     | Callum Robertson |
| 31 | Scozia (bandiera)           | C     | Ross Matthews    |
| 33 | Scozia (bandiera)           | C     | Kieran Campbell  |
| 35 | Scozia (bandiera)           | P     | Scott Law        |
| 36 | Scozia (bandiera)           | D     | Elliott Ford     |
| 55 | Scozia (bandiera)           | D     | Craig Barr       |

### Rose delle stagioni precedenti
- Raith Rovers Football Club 2012-2013